# دینا کاستور
دینا کاستور (انگلیسی: Deena Kastor؛ زادهٔ ۱۴ فوریهٔ ۱۹۷۳) دونده ماراتن، دونده دو استقامت، و ورزشکار دو و میدانی اهل ایالات متحده آمریکا است.